# Детки (фильм, 1995)
«Де́тки» (англ. Kids) — дебютный фильм американского режиссёра Ларри Кларка 1995 года, рассказывающий о жизни подростков середины 1990-х годов.

## Сюжет
История 24 часов из жизни «детей улицы» с Манхэттена: Телли, Дарси, Каспер, Руби, Дженни и их друзей. Ведя крайне нездоровый образ жизни, забыв про контрацептивы, подхватывают ВИЧ.
Руби, 17-летняя девушка, давно и разнообразно живущая половой жизнью, идёт ради веселья сдать анализы на ВИЧ, с ней за компанию приходит и Дженни, у которой был всего один парень. По итогам оказывается, что у Руби анализ отрицательный, а у Дженни, напротив, положительный. Шокированная Дженни решает тем не менее разыскать Телли, лишившего её девственности несколько недель назад. Она начинает искать его на улицах и в парках Нью-Йорка, где собирается неблагополучная молодежь... Тем временем, Телли, гиперсексуальный мальчик-подросток, начинает очередной день, лишив девственности очередную девочку. Вместе с другом Каспером он также болтается по улицам, мечтая получить двух девственниц в один день... Дженни постоянно оказывается на шаг позади Телли и Каспера.

## В ролях
- Лео Фицпатрик — Телли
- Джастин Пирс — Каспер
- Хлоя Севиньи — Дженни
- Сара Хендерсон — девушка номер один
- Розарио Доусон — Руби
- Харольд Хантер — Харольд
- Йакира Пекэро — Дарси
- Мишель Локвуд — Ким
- Джон Абрахамс — Стивен

## Оценка

### Награды
- 1995 — приз «Дух независимости» за лучший дебют актёру Джастину Пирсу

### Отзывы
Алексей Васильев («Сеанс»): «И „Детки“ — это панорама попыток забиться в себя, единственно честных действий. А то, что об руку с ними гуляет смерть — так проживи ты хоть 18 лет, хоть 98, скажешь перед её лицом то же, что говорит, очнувшись, в финальном кадре Каспер: „Господи Иисусе, что всё это было?“».

## «Мы были детками»
Летом 2022 года на фестивале Beat Film был показан документальный фильм про съемки «Деток».

## Факты
- Многие из актёров полагали, что их снимают просто в документальном кино: менеджеры из «Miramax» до поры до времени не раскрывали бесшабашным парням и девушкам всех карт по поводу сценария и жанра фильма[3].
- Фильм в 1999 году решением Республиканской экспертной комиссии по предотвращению пропаганды порнографии, насилия и жестокости (РЭК) был включен в список фильмов, запрещённых к распространению на территории Беларуси[4].